# Fígols de Tremp
El pueblo de Fígols de Tremp, también llamado Fígols de la Conca, era término del mismo nombre, agregado en 1972 al término municipal de Tremp. De todos modos, el término histórico recibió varios nombres a lo largo de la historia: de 1812 al 15 de septiembre de 1877, se llamó Castissent, ya que tenía la capitalidad en aquel pueblo. Entre esta fecha y el 11 de diciembre de 1940 el pueblo de Eroles fue el jefe administrativo, y el término recibió el nombre de este pueblo. Finalmente, recibió el nombre de Fígols de Tremp ya que fue trasladada la capitalidad municipal.

## Historia
En el censo del 1359, Frigols consta con 6 fuegos (unos 30 habitantes); en 1831 constan 74 habitantes, y hacia 1900, había 35 edificios, con 93 habitantes. En 2006 había 2 habitantes, después de haberse pasado algunos años del todo despoblado.
La iglesia parroquial de San Pedro de Fígols de Tremp era sufragánea de la parroquia de Eroles, si bien esta categorización cambió en varias ocasiones. Es de origen románico, aunque fue muy modificada en la Edad Moderna. Alrededor del pueblo hay varias masías, algunas de ellas con capilla, como la Casa Batlle, que tiene la capilla de la Mare de Déu de Montserrat, moderna, y el Mas del Prior (o el Masenc), que tiene la capilla moderna de San Sebastián y las ruinas de la iglesia románica de San Juan Evangelista.

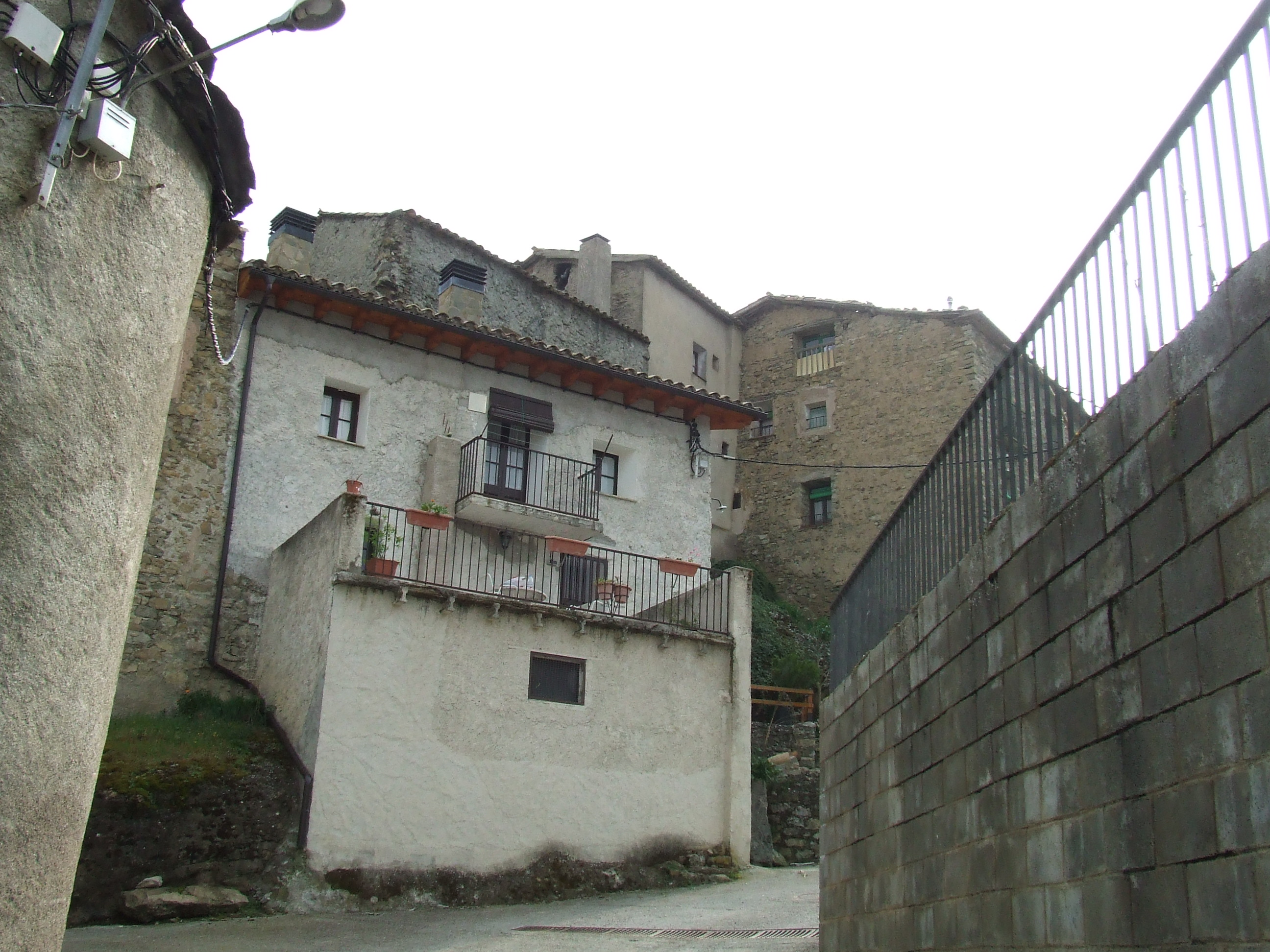
El núcleo viejo del pueblo.

Fígols de Tremp pertenecía tradicionalmente a la baronía de Claret, lo que contrasta con el otro pueblo importante del término, Eroles, que era el centro de una baronía diferente. Esta es una de las causas que los dos pueblos no hubieran pertenecido nunca a lo largo de la historia a la misma unidad territorial, hasta la creación de los municipios y la extinción de los antiguis señoríos.
En el Diccionario geográfico ... de Pascual Madoz, publicado en 1845, el geógrafo presenta a Fígols, que él llama así, sin complemento, como: 

una población situada en la vertiente oriental de la montaña de Montllobar, y está bien ventilada por todos los aires, levante del de poniente, por donde queda resguardado por la montaña. El clima es frío, pero sano, y la población sufre sólo de los resfriados invernales. Tiene 20 casas que más bien parecen barracas (miserables chozas, dice Madoz). Forman un grupo, pero no llegan ni a formar calle, por la mala posición en un terreno desigual y lleno de enormes rocas desprendidas de la montaña. Destaca la falta de agua, procedente sólo de algunas pequeñas fuentes, de donde se saca el agua de uso, donde se lava la ropa y donde abreva el ganado. Forman el pueblo 6 vecinos (cabezas de familia) y 33 almas (habitantes).